# Em Cima da Hora Paulistana
O Grêmio Recreativo Cultural e Beneficente Em Cima da Hora Paulistana é uma escola de samba da cidade de São Paulo. Ela está localizada no distrito do Grajaú, na região da Capela do Socorro, e foi fundada em 20 de janeiro de 1998. Mantém suas atividades carnavalescas e ainda atua diretamente como uma ONG socioeducativa cultural realizando diversas atividades culturais direcionadas a crianças, jovens, idosos e famílias carentes da região onde está sediada.

## História
Durante uma das reuniões na sociedade de amigos de bairro do Grajaú, houve uma proposta na plenária de fundar no bairro uma entidade voltada à recreação e à cultura, a qual se dedicaria exclusivamente, sem fins lucrativos, a trabalhar para o enriquecimento cultural e profissional da comunidade.
Entusiasmado com a ideia, Jair dos Santos, ex-integrante da Mocidade Alegre, prontificou-se a assumir a dianteira do projeto. Numa festa de fundação, realizada posteriormente, havia divergência sobre o nome da nova entidade, tendo sido sugeridos nomes como "Unidos do Grajaú" e "Império do Grajaú". Um velho amigo de Jair, também componente da Mocidade Alegre,  telefonou para ele no meio da reunião, sendo prontamente convidado a participar da festividade, no que lhe respondeu "Mas você me convida agora? Em Cima da Hora?"
Jair Santos então lembrou-se do nome da escola de samba carioca Em Cima da Hora, que também teve uma história de escolha de nome parecida, decidindo homenageá-la na denominação de sua nova agremiação.
Quatro anos após, a Em Cima da Hora Paulistana tornou-se campeã do Grupo de Acesso da UESP. Porém, em 2006, a entidade foi acusada pela entidade de "enxerto", quando componentes de uma escola desfilam com fantasias de outra agremiação, e por isso foi punida com uma suspensão de dois anos. Segundo Jair, a punição teria sido injusta, pois o regulamento previa que se fosse identificado o enxerto, ambas as escolas de samba, a que usou, e a que emprestou as fantasias, receberiam a mesma punição, mas nunca teriam divulgado qual escola lhe teria cedido as fantasias.
A agremiação manteve os desfiles carnavalescos pelo bairro, realizando normalmente os carnavais de 2007 e 2008 mesmo sem competir.
Em 2009, retornando da punição, conquistou o 7º lugar no chamado Grupo de Espera da UESP. Já em 2010, obteve o 4º lugar no mesmo grupo, já chamado de Grupo 4. Em 2011, ao desfilar com um enredo em homenagem à AACD, após terminar entre as quatro últimas colocadas, foi novamente suspensa pela UESP e não participará dos desfiles oficiais em 2012.
Após dois anos sem competir, a Coruja do Samba retornou, com um enredo sobre a homofobia obteve a quarta colocação.

## Segmentos

### Presidentes
| Nome        | Mandato         | Ref.  |
| ----------- | --------------- | ----- |
| Jair Santos | 1998-atualidade | [ 6 ] |

### Diretores
| Ano  | Diretor de Carnaval | Diretor geral de harmonia | Mestre de bateria |
| ---- | ------------------- | ------------------------- | ----------------- |
| 2014 | Vivian Meire        | Jose Jefferson Dantas     | Amauri, e Binga   |
| 2015 | Vivian Meire        | Jose Jefferson Dantas     | Binga             |
| 2016 | Vivian Meire        | Jose Jefferson Dantas     | Emerson           |
| 2017 | Vivian Meire        | Jose Jefferson Dantas     | Emerson           |
| 2018 | Vivian Meire        | Jose Jefferson Dantas     | CApeta            |

### Casal de Mestre-sala e Porta-bandeira
| Ano  | Nome                      |
| ---- | ------------------------- |
| 2014 | Anderson Cabelo e Thalita |
| 2015 | João e Thalita            |
| 2016 | Ramon e Thalita           |
| 2017 | Ramon e Thalita           |
| 2018 | Ramon e Luana             |

## Carnavais
| Ano  | Colocação | Grupo | Enredo | Carnavalesco | Intérprete | Ref           |
| ---- | --- | --- | --- | --- | --- | ------------- |
| 2000 | 6º lugar | Espera | Socorro!!!! Arrepia Capela....                                                                                         | Comissão de Carnaval                                                                                                   | Zemar |               |
| 2001 | 8º lugar | Espera | Petróleo... Ouro negro na terra do negro ouro                                                                          | Comissão de Carnaval                                                                                                   | Moisés e Ellen Karen                                                                                                   |               |
| 2002 | Campeã | Espera | Thereza Santos - Em Cima da Hora vamos lhe homenagear                                                                  | Cid Franco | Marquinhos do Cavaco                                                                                                   | [ 7 ]         |
| 2003 | 9° lugar | 3-UESP | Essas admiráveis mulheres do samba                                                                                     | Comissão de Carnaval                                                                                                   | Grupo Sempre Sorrindo                                                                                                  |               |
| 2004 | 9° lugar | 3-UESP | De São Paulo para o mundo... Tributo ao paulistano José Mojica Marins                                                  | Jair Santos | Grupo Sempre Sorrindo                                                                                                  |               |
| 2005 | 6° lugar | Espera | Ahh se meu fusca falasse!!!!                                                                                           | Comissão de Carnaval                                                                                                   | Douglas Coruja |               |
| 2006 | 8º lugar | 4-UESP | Embu Guaçu... Cobra Grande 100% manancial... Paraíso a caminho do mar                                                  | Jair Santos | Tchesco SN |               |
| 2007 | Não competiu | Não competiu | Querem calar a minha voz                                                                                               | Jair Santos | Tchesco SN |               |
| 2008 | Não competiu | Não competiu | Normal, é o amor... o resto é puro preconceito...                                                                      | Jair Santos | Tchesco SN |               |
| 2009 | 7º lugar | Espera | A Coruja do Samba é brasileira, batuqueira e swingueira e vem cantar os 25 anos de carreira do Cantor Boca Nervosa     | Jair Santos | Tchesco SN | [ 4 ]         |
| 2010 | 4º lugar | 4-UESP | Cotas Universitárias... O início da Indenização                                                                        | Dirceu Junior | Tchesco SN |               |
| 2011 | 9º lugar | 4-UESP | Nas Asas da Coruja do Samba, AACD... 60 Anos de Assistência a Criança Especial.                                        | Jair Santos | Tchesco SN |               |
| 2012 | Não competiu | Não competiu | Samba... Esta é a nossa Bandeira                                                                                       | Comissão de Carnaval                                                                                                   | Tchesco SN |               |
| 2013 | Não competiu | Não competiu | Casa Nova... Vida Nova... A Coruja do samba renasce das Cinzas                                                         | Comissão de Carnaval                                                                                                   | Tchesco SN |               |
| 2014 | 4º lugar | 4-UESP | Homofobia é Crime... Amai-vos uns aos Outros... como eu vos amei                                                       | Comissão de Carnaval                                                                                                   | Tchesco SN | [ 8 ]         |
| 2015 | 4º lugar | 4-UESP | Reciclar também é arte                                                                                                 | Comissão de Carnaval                                                                                                   | César Gú | [ 9 ]         |
| 2016 | Campeã | 4-UESP | Nas asas da coruja do samba... Gabi e Vivi bailando como voo das borboletas - História viva do carnaval paulistano     | Carlos Alberto | Paulo Manssuli | [ 6 ]         |
| 2017 | 7º lugar | 3-UESP | A Coruja do samba reverencia sua raiz...Mocidade Alegre, 50 anos, emoção de toda uma vida                              | Comissão de Carnaval                                                                                                   | Herbert Nogueira |               |
| 2018 | 6º lugar | Acesso de Bairros | Nas asas da coruja do samba... Tem um leão na toca da coruja                                                           | Comissão de Carnaval                                                                                                   | Herbert Nogueira | [ 10 ]        |
| 2019 | 7º Lugar | Acesso de Bairros | Boemia… Aqui me tens de regresso. Parabéns Nelson Gonçalves… 100 anos                                                  | Comissão de Carnaval                                                                                                   | |               |
| 2020 | 7º Lugar | Acesso 1 de Bairros | Parelheiros, portal das águas                                                                                          | | | [ 11 ]        |
| 2021 | Inicialmente adiados para o mês de julho, os desfiles do Carnaval 2021 foram cancelados devido a pandemia de Covid-19. | Inicialmente adiados para o mês de julho, os desfiles do Carnaval 2021 foram cancelados devido a pandemia de Covid-19. | Inicialmente adiados para o mês de julho, os desfiles do Carnaval 2021 foram cancelados devido a pandemia de Covid-19. | Inicialmente adiados para o mês de julho, os desfiles do Carnaval 2021 foram cancelados devido a pandemia de Covid-19. | Inicialmente adiados para o mês de julho, os desfiles do Carnaval 2021 foram cancelados devido a pandemia de Covid-19. | [ 12 ]        |
| 2022 | 7º Lugar | Acesso 1 de Bairros | Chama o bombeiro... heróis do povo                                                                                     | | | [ 13 ] [ 14 ] |
| 2023 | 11º Lugar | Acesso 1 de Bairros | 50 Anos de resistência cultural. UESP - A Matriz do samba!                                                             | | | [ 15 ]        |
| 2024 | 7º Lugar | Acesso 2 de Bairros | Sou Nordestino sim senhor….. Oxente Cabra, eu tenho cultura                                                            | Comissão de Carnaval                                                                                                   | Rogerio Papa | [ 16 ]        |